# Riccardo Poli (calciatore)
Riccardo Poli (Borgo Val di Taro, 5 novembre 1910 – ...) è stato un calciatore italiano, di ruolo centrocampista.

## Carriera
Esordisce diciannovenne con il Parma, con cui partecipa a tre campionati di Serie B consecutivi totalizzando 61 presenze e 8 reti. Rimane in forza ai ducali anche nei tre successivi campionati di Prima Divisione 1932-1933, 1933-1934 e 1934-1935, con 61 presenze e 24 reti, prima di trasferirsi al Piacenza, sempre in terza serie.
Nel suo primo campionato è titolare a Piacenza nel ruolo di mezzala sinistra, con 26 presenze e una rete, mentre nella stagione successiva viene relegato al ruolo di riserva (7 presenze senza reti). Nell'estate 1937 viene posto in lista di trasferimento e lascia il Piacenza.

## Palmarès

### Club

#### Competizioni nazionali
- Prima Divisione: 1

Parma: 1933-1934 (girone D)